# 1933 في تونس
فيما يلي قوائم الأحداث التي وقعت خلال عام 1933م في تونس: